# Eduardo Kac
Pour les articles homonymes, voir Kac.
Eduardo Kac, né le 3 juillet 1962 à Rio de Janeiro, est un artiste contemporain américano-brésilien.

## Formation et opération technique
Eduardo Kac commence sa carrière par des performances publiques hebdomadaires, dont Porn Poetry Performance (1982).
En 1990, Kac étudie à Chicago, à l’École de l'Art Institute of Chicago où il obtient une maîtrise en beaux-arts l’année suivante. Ses œuvres ont été l’objet de nombreuses expositions en Europe, en Asie, et en Amérique du Nord et du Sud. Parmi les prix obtenus, notons le prix de l’excellence Leonardo en 1998 et le prix de la Biennale Inter Communication Center (Tokyo).

## Œuvre
De la performance traditionnelle, passant par l’expérimentation performative intégrant de la poésie, il se tourne vers l’holographie, préférant la sensation 3D des mots. En 1983, il crée le terme d’« holopoésie » pour décrire ses textes flottants tridimensionnels marquant ainsi le début d’une relation intense entre pratique artistique et technologie. On citera Holo/Olho (Holo/Eye) de 1983 et Chaos de 1986.
Dès lors, il se penche sur l’art des télécommunications (utilisation d’appareil de communication : télécopieur, téléphone, radio, télévision) et produit sa première œuvre de téléprésence en intégrant la robotique commandé à distance en 1986. Ce qui compte désormais chez Kac est l’expérience de communication. L’expérience, par opposition à l’objet, est instable, ouverte et éphémère mais néanmoins très liée au corps. Kac privilégie donc la communication au détriment de la matérialité créant ainsi ses propres formes d’art, redéfinissant les notions de spectateur et d’objet artistique.
En 1989 Kac commence à travailler sur une série d’œuvres de téléprésence intitulée Ornitorrinco (1989-1998). Avec un concepteur de matériel informatique, Ed Bennett, Kac crée un robot qui réagit aux signaux acheminés par divers appareils de télécommunication. Le public, disséminé dans différents lieux géographiques, est invité à transmettre des ordres au robot. En 1994, Kac relie son projet à l’Internet. En 1996, il poursuit son exploration de la télérobotique avec Rara Avis, une installation de téléprésence en réseau présentée au Nexus Contemporary Art Center d’Atlanta, (en Géorgie) et avec Teleporting an Unknown State (du 4 août au 9 août 1996), une installation télématique interactive reliant le Contemporary Art Center de la Nouvelle-Orléans (Louisiane) au réseau internet.
Après avoir exploité les possibilités de la télématique et de la téléprésence, Kac se tourne vers les domaines de la génétique et des biotechnologies. Le 11 novembre 1997, en direct à la télévision brésilienne (Canal 21), il présente Time Capsule. En présence d’un médecin et d’un auditoire, Kac implante dans sa jambe gauche un microcircuit afin d’inscrire son corps et son identité dans une base de données d’identification d’animaux qui sert à positionner les animaux perdus. Après l’implantation, le microcircuit a été lu optiquement dans Internet à partir de Chicago. Quelques minutes plus tard, Kac était inscrit et reconnu comme propriétaire et comme animal. Ce travail est à lier aux premières performances de Rio. Cette fusion satirique de la peau et de la technologie est l’une des premières explorations de l’artiste en art biotechnologique. Ses œuvres ultérieures traduisent cette volonté de lier viscéralement le corps aux biotechnologies.
Kac collabore de nouveau avec Bennett pour réaliser A-positive.

## Théorie

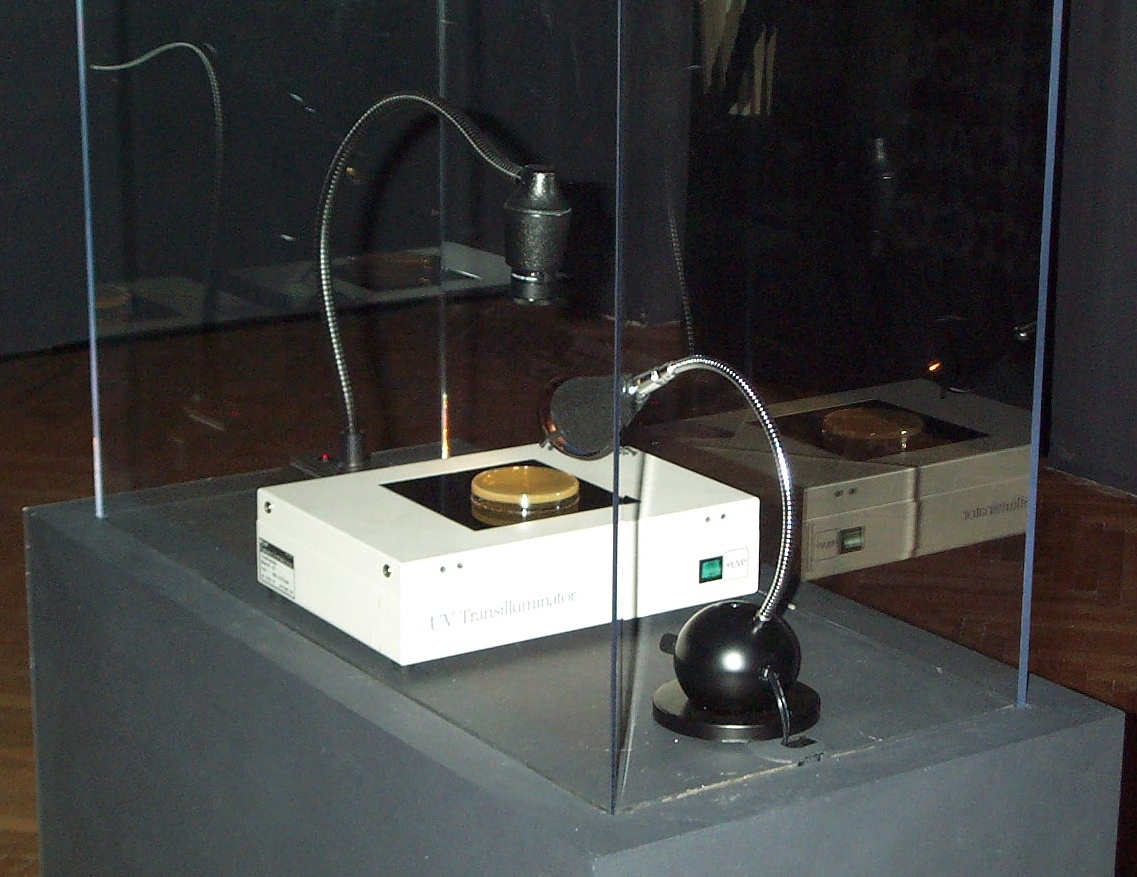
Genesis à l'exposition Ars Electronica en 1999 : un passage de la Bible a été traduit en une séquence d'ADN via le code génétique et intégré au patrimoine d'une bactérie. La croissance de la bactérie, ensemencée sur le gel d'agarose d'une boite de Petri, se fait sous l'œil d'une webcam.

Kac joue un rôle aussi en tant que critique et théoricien. Ses articles ont paru dans des publications telles que Leonardo, Visible Language et Art Journal. Aussi bien dans ses œuvres que dans ses écrits, Kac met en avant trois nouveaux domaines de l’art contemporain : la téléprésence, la biotélématique et l’art transgénique.
- Téléprésence : Kac la définit comme étant la fusion entre la télérobotique et des médias de communication.
- Biotélématique : elle est pensée comme un art faisant intervenir un processus biologique lié de façon intrinsèque à des moyens de télécommunications informatisés.
- Art transgénique : forme artistique faisant appel au génie génétique pour transférer soit des gènes synthétiques à un organisme, soit du matériel génétique naturel entre espèces en vue de créer des hybrides vivants uniques.

En 2000, Eduardo Kac s'est rendu dans le laboratoire de Louis-Marie Houdebine a l'INRA à Jouy-en-Josas et a découvert des lapins exprimant la protéine fluorescente verte. Ces animaux avaient été créés des années avant la venue d'Eduardo Kac. Eduardo Kac a demandé la permission d'utiliser les lapins exprimant la GFP pour une exposition artistique. Il a également prétendu avoir créé les lapins lui-même et avoir passé commande des lapins auprès de l'INRA,. Quand l'INRA a refusé de fournir les lapins-GFP pour une exposition publique, Kac a monté une campagne de communication accusant l'INRA de censure et distribuant des images de lapin brillant vert. Houdebine a maintenu qu'aucun lapin n'a été développé pour Kac. De plus, les lapins en question ne brillent pas d'une couleur verte car la GFP n'est pas exprimée dans la fourrure.
De plus, à la suite de la médiatisation de ce phénomène, des poissons fluorescents produits selon le même principe ont été mis sur le marché sous la marque GloFish.
Les œuvres d'Eduardo Kac, influencées par ses travaux précédents, présentés comme des prouesses techniques, prévoient l'intégration des êtres créés dans la société, mais sont sujets à controverses.